# Agustina Palacio de Libarona
Agustina Palacio de Libarona (Santiago del Estero, 1 de febrero de 1825 - Salta, 13 de diciembre de 1880), también conocida como La heroína del Bracho, fue una dama perteneciente a una familia de la élite santiagueña y estuvo casada con José María Libarona. Se hizo conocida en su provincia por enfrentar al caudillo federal y gobernador de Santiago del Estero, Juan Felipe Ibarra, debido a que su esposo había sido puesto en prisión por órdenes de este último. Los escritos de Agustina Palacio relataron al detalle las penurias sufridas por ella y su marido, que finalmente ocasionaron la muerte de José María Libarona.

## Historia
Su padre era Santiago Palacio, quien fue gobernador de Santiago del Estero durante 1830 y 1832. Su madre era María Antonia Gastañaduy. Su esposo era el capitán José María Libarona, con quien tuvo dos hijas: Elisa y Lucinda. 
En 1840, su esposo participó en una fracasada revuelta contra Ibarra, quien era el gobernador de Santiago del Estero. Esto enfureció al caudillo, quien ordenó que todos los que participaron en la revuelta fueran desterrados al Fortín El Bracho.  
Agustina Palacio de Libarona acompañó a su esposo siendo prisionero, atendiéndolo en todo, hasta que él enloqueció completamente y murió. Agustina se convirtió en una heroína en su provincia por los manuscritos sobre sus vivencias en El Bracho. Un pueblo de Santiago del Estero lleva su nombre.  
Según referencias de Jorge Iramain, extraídas de cartas de familia, Agustina Palacio de Libarona falleció en Salta, el 13 de diciembre de 1880. 

## Heroína del Bracho
En 1852 con la caída de Juan Manuel de Rosas, Argentina se reorganiza y el nuevo presidente, Justo José de Urquiza le solicitó al científico francés Martín de Moussy que emprendiera un extenso estudio de la geografía y la población de Argentina.
Según los relatos, Martín de Moussy y su compañero Benjamín Poucel llegaron a Salta por un rumor sobre una mujer que tenía una historia que contar por lo que emprendieron un viaje hasta encontrarla. Esa mujer era Agustina Palacio de Libarona. Benjamin Poucel al entrevistarse con ella y escuchar su historia, decidió publicar el manuscrito redactado por puño y letra de la propia Agustina en el periódico La Religión dirigido por  Félix Frías bajo el título "La heroína del Bracho" en los números 25° al 28° de 1858. El relato apareció por primera vez en dicho periódico con una introducción y comentarios firmados por Benjamín Poucel; posteriormente sería  traducido al francés por Poucel y publicado en 1861 en su obra Le tour du monde: nouveau journal de voyage. Asimismo, la narración sobre la gesta heroíca de Agustina Palacio de Libarona apareció también en 1858 en una obra de viajeros escrita por Paolo Mantegazza, titulada Sulla America Meridionale, Lettere Mediche del dottor Paolo Mantegazza.(Ref. Memorias de Agustina Palacio, Prólogo de Marta Palacio, Editorial Buena Vista, Córdoba, 2012).  
Esta misma historia sería publicada más tarde en varias partes del mundo y traducida en varios idiomas, en especial en periódicos y antologías de viajes. En 1863, la historia aparece en la famosa revista "Correo de Ultramar"  y en periódicos de Buenos Aires. El relato de la "heroína del Bracho" tomó realmente importancia a partir de 1866, cuando se publicó en Madrid bajo el quinto volumen de "La vuelva al mundo".